# Finne (commune)
Finne est une commune allemande de l'arrondissement du Burgenland, Land de Saxe-Anhalt.

## Géographie
La commune comprend les quartiers de Billroda, Lossa et Tauhardt.
|             | Kölleda    | Kaiserpfalz |
| Ostramondra | Finne      | Finneland   |
|             | Rastenberg |             |

## Histoire
Billroda est mentionné pour la première fois en 1148, Lossa en 1255 sous le nom de Lazs.